# Liga Premier de Bosnia y Herzegovina 2000-01
La Premijer Liga 2000/01 fue la séptima edición del campeonato nacional de primera división de Bosnia y Herzegovina, pero la primera temporada bajo el nombre de Premijer Liga.
Esta es la primera temporada que incluye a todos los equipos que componen la Federación de Bosnia y Herzegovina (croatas y bosnios) dentro de un mismo torneo, luego de que llegaran a un acuerdo para la unificación de sus respectivos campeonatos, mientras que los clubes de la Republika Srpska (República Serbia de Bosnia y Herzegovina) no se unieron y siguen organizando su propio torneo no reconocido por la UEFA.
La temporada inició el 5 de agosto de 2000 y terminó el 13 de junio de 2001, El campeón fue el Željezničar Sarajevo que consiguió su segundo título de Bosnia y Herzegovina en la historia del club.
Los 22 equipos participantes disputan dos ruedas con partidos de ida y vuelta para un total de 42 partidos disputados por club. Al final de la temporada y con el fin de reducir el número de clubes para la próxima temporada, los ocho últimos de la clasificación son relegados y sustituidos por los dos primeros de la segunda división, la Primera Liga de Bosnia y Herzegovina.

## Tabla de posiciones
|           |    | Equipo               | PJ | PG | PE | PP | GF  | GC  | DG   | PTS |
| --------- | -- | -------------------- | -- | -- | -- | -- | --- | --- | ---- | --- |
|           | 1. | Željezničar Sarajevo | 42 | 28 | 7  | 7  | 114 | 39  | +75  | 91  |
|           | 2. | Brotnjo Čitluk       | 42 | 26 | 6  | 10 | 83  | 25  | +58  | 84  |
|           | 3. | FK Sarajevo          | 42 | 24 | 9  | 9  | 81  | 35  | +46  | 81  |
|           | 4. | Čelik Zenica         | 42 | 21 | 10 | 11 | 74  | 39  | +35  | 73  |
|           | 5  | Velež Mostar         | 42 | 22 | 3  | 17 | 86  | 54  | +32  | 69  |
|           | 6  | Jedinstvo Bihać      | 42 | 20 | 8  | 14 | 67  | 40  | +27  | 68  |
|           | 7  | Široki Brijeg        | 42 | 18 | 11 | 13 | 72  | 43  | +29  | 65  |
|           | 8  | NK Posušje           | 42 | 20 | 5  | 17 | 59  | 43  | +16  | 65  |
|           | 9  | Iskra Bugojno        | 42 | 17 | 14 | 11 | 55  | 49  | +6   | 65  |
|           | 10 | Troglav Livno        | 42 | 19 | 18 | 15 | 59  | 57  | +2   | 65  |
|           | 11 | Sloboda Tuzla        | 42 | 17 | 13 | 12 | 54  | 41  | +13  | 64  |
|           | 12 | HNK Orašje           | 42 | 19 | 16 | 17 | 66  | 54  | +12  | 63  |
|           | 13 | Zrinjski Mostar      | 42 | 19 | 16 | 17 | 66  | 53  | +13  | 63  |
|           | 14 | Olimpik Sarajevo     | 42 | 18 | 8  | 16 | 59  | 45  | +14  | 62  |
| Descendió | 15 | NK Travnik           | 42 | 18 | 7  | 17 | 65  | 72  | -7   | 61  |
| Descendió | 16 | Budućnost Banovići   | 42 | 17 | 7  | 18 | 68  | 63  | +5   | 58  |
| Descendió | 17 | NK Kiseljak          | 42 | 18 | 4  | 20 | 59  | 65  | -6   | 58  |
| Descendió | 18 | Rudar Kakanj         | 42 | 17 | 5  | 20 | 72  | 62  | +10  | 56  |
| Descendió | 19 | HNK Čapljina         | 42 | 8  | 5  | 21 | 53  | 71  | -18  | 51  |
| Descendió | 20 | HNK Ljubuški         | 42 | 8  | 5  | 29 | 39  | 86  | -47  | 29  |
| Descendió | 21 | Krajina Cazin        | 42 | 3  | 5  | 34 | 23  | 150 | -127 | 14  |
| Descendió | 22 | Džerzelez Zenica     | 42 | 1  | 1  | 40 | 10  | 198 | -188 | 4   |

|  | Clasificado para la Liga de Campeones 2001-02. |
|  | Clasificados a la Copa de la UEFA 2001-02.     |
|  | Descendido.                                    |